# Dysschema romani
Dysschema romani är en fjärilsart som beskrevs av Felix Bryk 1953. Dysschema romani ingår i släktet Dysschema och familjen björnspinnare. Inga underarter finns listade i Catalogue of Life.